# Saint-Médard-d'Eyrans

Saint-Médard-d'Eyrans este o comună în departamentul Gironde din sud-vestul Franței. În 2009 avea o populație de 2.743 de locuitori.

## Evoluția populației
| An        | 1975  | 1982  | 1990  | 1999  | 2006  | 2009  |
| --------- | ----- | ----- | ----- | ----- | ----- | ----- |
| Populație | 1.330 | 1.490 | 2.033 | 2.277 | 2.603 | 2.743 |